# Live from Texas
Live from Texas è un DVD/Blu-ray live degli ZZ Top. È stato registrato il 1º novembre 2007 al Nokia Theatre di Grand Prairie, Texas e pubblicato il 24 giugno 2008 con l'etichetta Eagle Rock Records. Ne è stata pubblicata la versione su CD in Europa il 28 ottobre 2008 e negli USA il 4 novembre 2008.

## Tracce
1. Got Me Under Pressure
2. Waitin' For The Bus
3. Jesus Just Left Chicago
4. I'm Bad, I'm Nationwide
5. Pincushion
6. Cheap Sunglasses
7. Pearl Necklace
8. Heard It On The X
9. Just Got Paid
10. Rough Boy
11. Blue Jeans Blues
12. Gimme All Your Lovin'
13. Sharp Dressed Man
14. Legs
15. Tube Snake Boogie
16. La Grange
17. Tush

### Bonus Tracks
- Poker Game
- Dallas Show Day
- Photo Shoot
- Foxy Lady